# Wierch-Tasztyp
Wierch-Tasztyp (ros. Верх-Таштып) – osiedle w Rosji, w Chakasji, w rejonie tasztypskim. W 2010 liczyło 533 mieszkańców.